# Biomarker

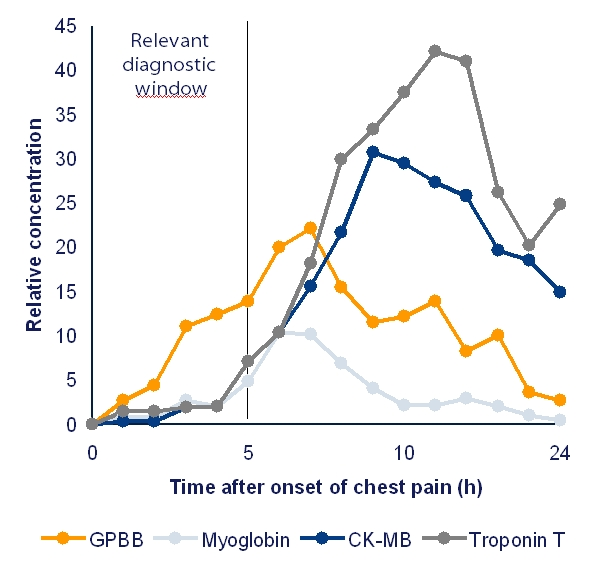
De exemplu, după un atac de cord, diferiți biomarkeri cardiaci pot fi utilizați pentru a determina cu exactitate data atacului și severitatea acestuia.

În domeniul biomedical, un biomarker sau marker biologic este un indicator măsurabil al unei anumite stări sau condiții biologice. Biomarkerii sunt adesea măsurați și evaluați cu ajutorul probelor de sânge, urină sau țesuturi moi, cu scopul de a examina procesele biologice normale, procesele patogene sau răspunsurile farmacologice la o intervenție terapeutică. Biomarkerii sunt utilizați în numeroase domenii științifice.